# Ciżmówka szafranowa

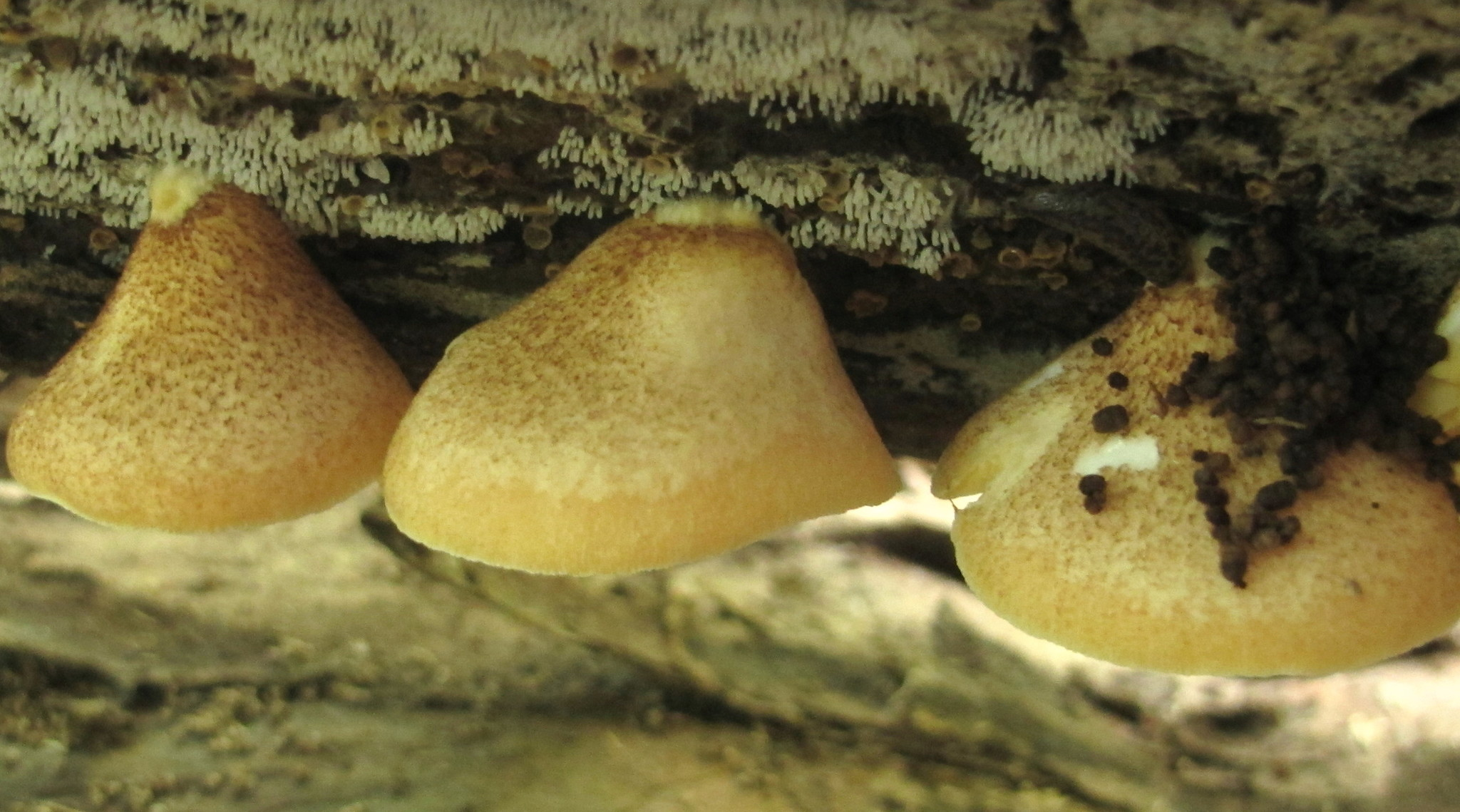

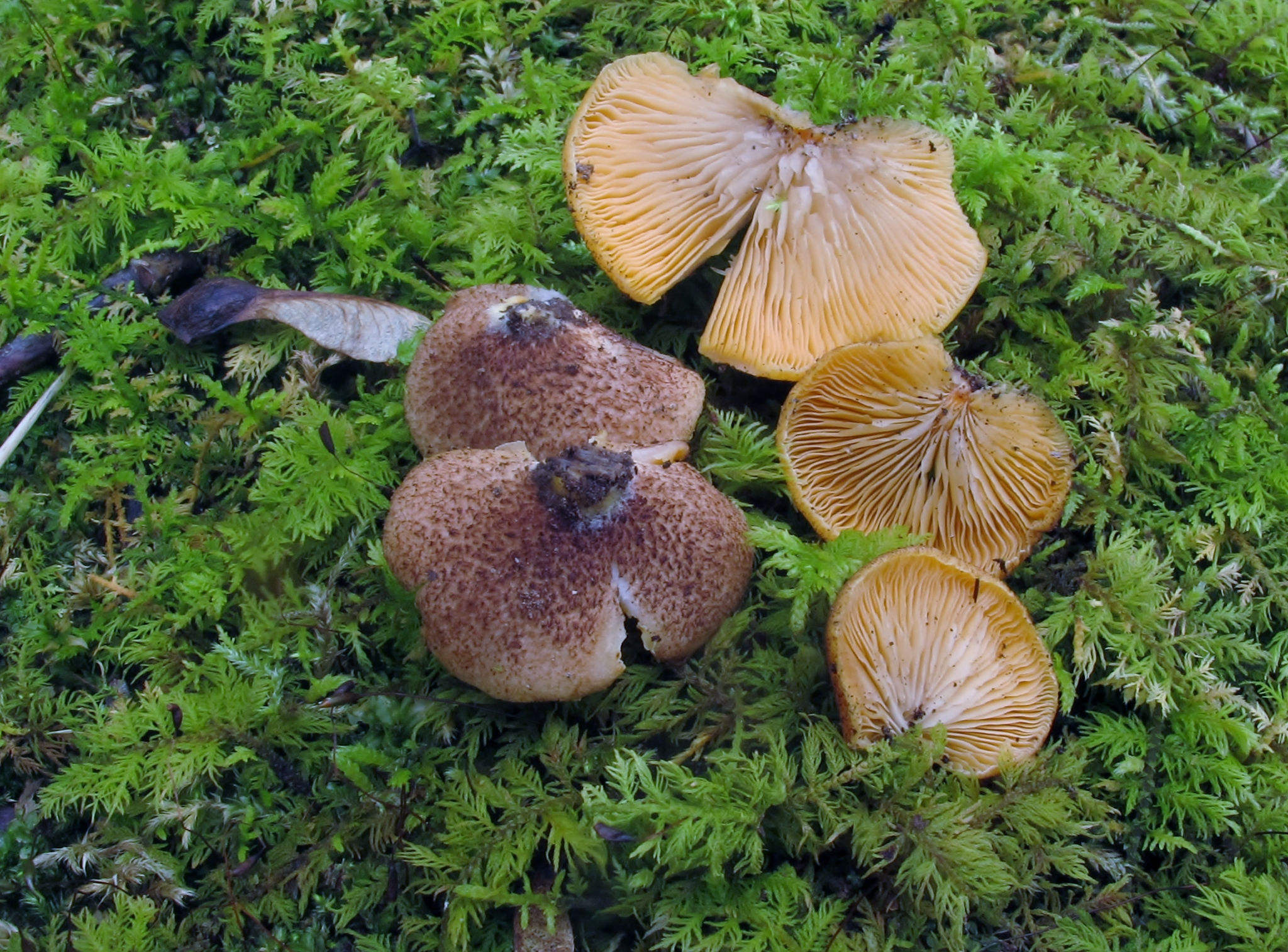

Ciżmówka szafranowa (Crepidotus crocophyllus (Berk.) Sacc.) – gatunek grzybów należący do rodziny ciżmówkowatych (Crepidotaceae).

## Systematyka i nazewnictwo
Pozycja w klasyfikacji według Index Fungorum: Crepidotus, Crepidotaceae, Agaricales, Agaricomycetidae, Agaricomycetes, Agaricomycotina, Basidiomycota, Fungi.
Po raz pierwszy takson ten opisał w 1847 r. Miles Joseph Berkeley, nadając mu nazwę Agaricus crocophyllus. Obecną nazwę nadał mu w 1887 r. Pier Andrea Saccardo, przenosząc go do rodzaju Crepidotus. Synonimy:
- Agaricus crocophyllus Berk. 1847
- Crepidotus applanatus var. crocophyllus (Berk.) Pilát 1948
- Derminus crocophyllus (Berk.) Henn. 1898

Nazwa polska została zarekomendowana przez Komisję ds. Polskiego Nazewnictwa Grzybów Polskiego Towarzystwa Mykologicznego w 2025 r.

## Morfologia
Owocnik
Kapelusz o średnicy 10–35(55) mm, początkowo łopatkowaty z podwiniętym brzegiem, potem zaokrąglony, nerkowaty, płaskowypukły z wgłębieniem i prostym brzegiem. Powierzchnia bladożółta do płowej, gęsto pokryta pomarańczowo-rudymi łuskami i włókienkami. W kapeluszu brak warstwy żelatynowej. Blaszki żółtopomarańczowe. Brak trzonu, do podłoża przyrasta bocznie grzbietem pokrytym żelazistymi lub pomarańczowymi kosmkami. Po wysuszeniu owocnik jest żelazisty i bardzo kruchy. Miąższ miękki, cienki, białawy, bez zapachu, gorzki lub bez wyraźnego smaku.
Ciżmówka szafranowa wykazuje dużą zmienność cech. Niektóre kapelusze są zasadniczo białawe, z kilkoma rozproszonymi brązowymi włókienkami, podczas gdy inne mogą być gęsto włókienkowate i ogólnie wyglądać na brązowe. Czasami niedojrzałe blaszki są ciemnopomarańczowe, innym razem są tylko blado pomarańczowe lub prawie białawe. Dojrzałe blaszki są pokryte zarodnikami i w rezultacie są matowo brązowe.
Cechy mikroskopowe
Zarodniki 5,5–7 × 5,5–7 µm. Q = 1–1,1, średnia objętość 138 µm3, kuliste do prawie kulistych, zwężone w kierunku wierzchołka, drobno brodawkowate, pod mikroskopem optycznym prawie gładkie, z perisporą, wyraźnie zabarwione. Podstawki 26-36 × 5-8 µm, czterozarodnikowe, ze sprzążkami. Cheilocystydy 26–60 × 5–12(–15) μm, maczugowate, wąsko kiełbaskowate, czasem prawie cylindryczne, bardzo rzadko nieco rozgałęzione. Skórka kapelusza zbudowana ze szklistych strzępek o szerokości 4–6 µm zmieszanych z wiązkami drobno inkrustowanych, barwnych pasm strzępek o szerokości 0–22 μm. Komórki końcowe strzępek tworzących łuski stożkowe lub cylindryczne, często grubościenne i bez inkrustacji. Pigment w KOH żółtobrązowy. Sprzążki obecne na strzępkach wszystkich części grzyba.
Gatunki podobne
Młode okazy ciżmówki szafranowej są łatwe do odróżnienia od innych ciżmówek po braku żelatynowej warstwy w kapeluszu i jaskrawych, żółtopomarańczowych blaszkach. Starsze okazy podobne są do ciżmówki drobnołuskowej (Crepidotus calolepis), która również ma kapelusz z brązowymi włókienkami, ale ma w kapeluszu warstwę żelatynową, elipsoidalne zarodniki i brak sprzążek na strzępkach.

## Występowanie i siedlisko
Występuje na wszystkich kontynentach poza Antarktydą i Australią. W Ameryce Północnej jest to najczęściej spotykany gatunek ciżmówek. Brak go w opracowanym w 2003 r. przez Władysława Wojewodę wykazie wielkoowocnikowych grzybów podstawkowych Polski, ale w późniejszych latach podano jego stanowiska. Aktualne stanowiska podaje także internetowy atlas grzybów. Znajduje się w nim na liście gatunków zagrożonych i wartych objęcia ochroną.
Nadrzewny grzyb saprotroficzny. Występuje na martwym drewnie, głównie twardych drzew liściastych (wiąz).